# Protreptique

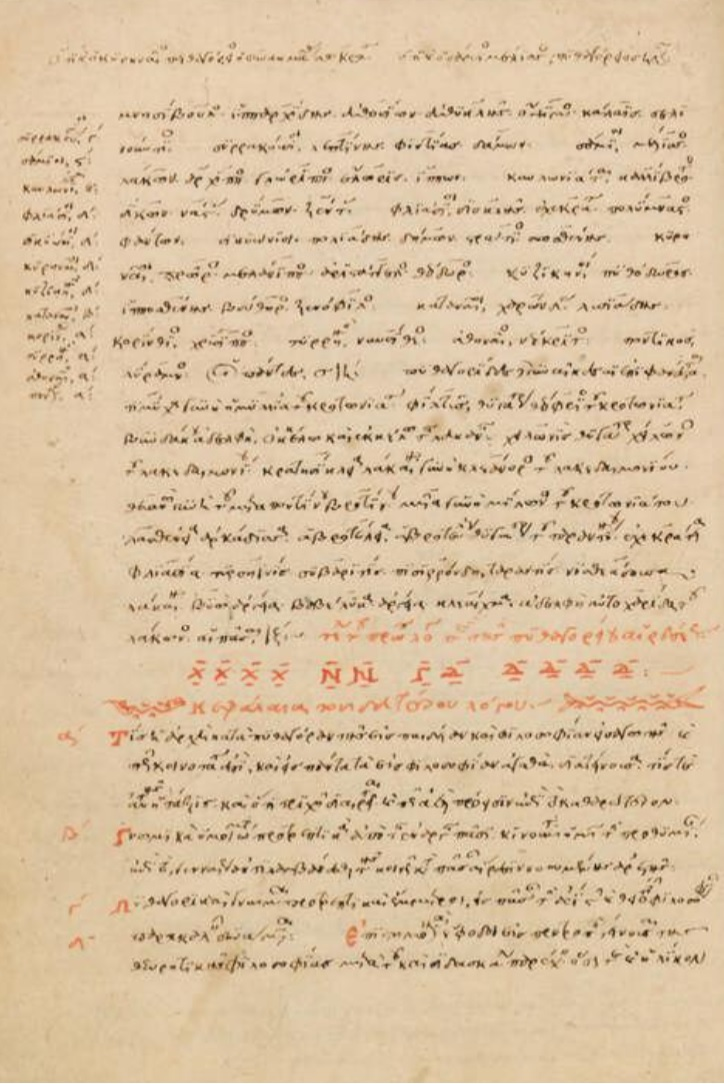
Iamblikos, Protreptikos, manuscrit du XIVe siècle (Biblioteca Medicea Laurenziana, Florence).

Le protreptique (du grec ancien προτρεπτικός, s.e. λόγος / protreptikós, s.e. lógos soit discours qui pousse à, discours qui exhorte, qui encourage, qui incite) est un genre littéraire de la Grèce antique, particulièrement en usage chez les stoïciens. C'est littéralement un « discours pour exhorter », destiné à être lu, mais également écrit sur un mode oratoire.
Parmi les exemples célèbres :
- le Protreptique ou Invitation à la philosophie d'Aristote ;
- le Protreptique ou Exhortation à la philosophie de Jamblique, en grande partie une compilation de l'œuvre d'Aristote ;
- l’Hortensius de Cicéron (œuvre disparue, citée notamment par saint Augustin dans les Confessions) ;
- le Protreptique ou Exhortation aux Grecs de Clément d'Alexandrie.